# Lomavrenski
lomavrenski jezik (armenski bosa, armenski boša, bosa, boša; bosha; ISO 639-3: rmi), romski jezik s južnog Kavkaza u Armeniji i Gruziji kojim se služe pripadnici etničke romske skupine Boša, Posha ili Lom, gdje predstavljaju najmarginalniju etničku skupinu. Ima svega oko 50 govornika u Armeniji (2004), te nepoznat broj u Siriji. Klasificira se među miješane jezike. Nešto možda i u Siriji. Ugrožen.

## Vanjske poveznice
- Ethnologue (14th)
- Ethnologue (15th)